# Türkenmoos
Das Türkenmoos ist ein Moor in der Kärntner Gemeinde Glödnitz und steht seit 1986 unter Naturschutz.
Das Türkenmoos liegt am Ostabhang des Bischofberges nordwestlich des Ortes Glödnitz in einer Sattelverebnung in 1000 m Seehöhe. Der geologische Untergrund besteht aus Glimmerschiefern. Es ist von Fichten- und Föhrenwäldern umgeben. Die Südgrenze bildet der Peterbühel. Das Moor ist Ursprung zweier kleiner Bäche, die es nach Süden bzw. Norden entwässern und die beide in den Glödnitzbach, einen Zufluss der Gurk, münden.
Der Großteil des Moores wird von einem Torfmoos-Bergkiefern-Bestand (Sphagno-Mugetum) eingenommen. Es ist dies eine späteiszeitliche Reliktgesellschaft, die auf torfigen, sauren, staunassen Böden wächst. Eine seltene, hier vorkommende Pflanze ist die Sumpf-Drachenwurz (Calla palustris). Typische Vertreter des Hochmoores sind: Kleinfrüchtige Moosbeere, Rosmarinheide, Rundblättriger Sonnentau, Scheidiges Wollgras, Latschen und Alpen-Haarbinse.
Im Randbereich des Moores gibt es Vertreter des Flachmoores: Carex vesicaria, Carex echinata, Carex pallescens und Carex panicea, Blutweiderich, Faulbaum, Fieberklee und Sumpf-Baldrian.

## Naturschutzgebiet
Das Naturschutzgebiet Türkenmoos wurde 1986 eingerichtet (LGBl. Nr. 12/1986) und umfasst 19 Hektar.

## Belege
- Helmut Hartl, Hans Sampl, Ralf Unkart: Kleinode Kärntens. Nationalparks, Naturschutzgebiete, Landschaftsschutzgebiete, Naturdenkmale. Kärntner Druck- und Verlagsgesellschaft, Klagenfurt 1993, ISBN 3-85391-092-0, S. 96.

Koordinaten: 46° 52′ 56″ N, 14° 6′ 3″ O